# Crudeltà
(Proverbio italiano)

Fucilazione del 3 maggio 1808, dipinto di Goya

La crudeltà è la spietatezza d'animo che si manifesta con atteggiamenti o azioni di trattamento inadeguato verso altri umani o animali, come l'imposizione volontaria di sofferenze gravi e non necessarie o l'inazione verso la sofferenza altrui quando c'è un chiaro rimedio. Il suo opposto è la compassione.
Sebbene l'intenzione di infliggere sofferenza sia spesso calcolata e talvolta prolungata nel tempo, può anche essere commessa per negligenza passiva, come mancanza di cure o educazione nei confronti della persona o dell'animale in difficoltà, che può mantenere un trauma duraturo. È generalmente accettato che l'individuo crudele sia una persona deviante e che provi sentimenti nei confronti delle sue vittime che vanno dall'indifferenza al piacere sadico. La crudeltà è considerata un disturbo psicologico dall'American Psychiatric Association. 
I modi crudeli di infliggere sofferenza possono coinvolgere la violenza, ma ci sono altri metodi che non la riguardano (per esempio, se una persona sta annegando e chiede aiuto, non soccorrerla ma guardarla divertendosi è un atto di crudeltà, ma non violenza). La persona crudele ha solitamente una supremazia sulla persona più debole. La più alta forma di crudeltà si manifesta nel terrorismo.

## Uso in diritto
Il termine crudeltà è spesso usato in diritto e criminologia per quanto riguarda il maltrattamento di animali, bambini, coniugi e prigionieri. Quando si parla di crudeltà verso gli animali, spesso ci si riferisce a sofferenze inutili. Nel diritto penale, si riferisce a punizioni, torture e vittimizzazione. Nei casi di divorzio, molte giurisdizioni consentono una causa di azione per trattamento crudele e disumano.

## Psicopatologia
Un individuo crudele solitamente ha un'empatia emotiva assente o molto scarsa, spesso associata a un marcato istinto aggressivo.  Questa combinazione favorisce l'emergere di un sovraccarico narcisistico che può sfociare in atti sadici, soprattutto se la legge non è sufficientemente dissuasiva. 

## I motivi
Le motivazioni alla base della crudeltà verso gli animali possono essere applicate anche agli esseri umani, e possono essere:
- La volontà di controllo.
- La punizione (dopo una presunta stupidità commessa dalla vittima).
- La totale mancanza di considerazione per la vittima.
- La strumentalizzazione (piacere di mettere in scena la violenza).
- L'amplificazione (ad esempio, usare un animale per ferire altri individui negli affetti).
- Il piacere di stupire gli spettatori circostanti, divertendosi.
- La vendetta (la vittima può essere il bersaglio diretto o avere legami emotivi con l'oggetto dell'odio).
- Il sadismo aspecifico (ossessioni per la morte e la sofferenza).